# 百富環球
百富環球科技有限公司，簡稱百富環球科技，以及百富環球（英語：PAX Global Technology Limited，港交所：0327），是總部位於中國深圳的一家電子支付終端解決方案供應商，百富於2000年在中國成立, 並於2010年12月20日在香港交易所主板上市。百富環球總部設於香港，研發及營運中心主要位於中國深圳，並設立分公司於美國佛羅里達州、意大利米蘭、南韓、日本及印度。
目前與全球超過 90 個分銷商及伙伴合作，銷售產品至超過 120 個國家，實現全球佈局。至今，百富的電子支付終端全球總出貨量超過 6,000 萬台。

## 歷史
2001年，百富成為首個EMV 2000認證之亞洲支付終端方案供應商，及後分別在2002年及2004年獲選為銀聯商務、中國銀行及交通銀行的電子支付終端供應商。
百富環球是少數早期拓展海外市場的中國電子支付終端解決方案供應商。在2011年，百富的海外銷售佔比已超過30%，並於2012年度全球支付終端出貨量突破100萬台。
2013年, 百富成為「福布斯亞洲中小企業200強」及被認定為2013-2014國家規劃布局內重點軟件企業。
2014年，百富成為EMVCo （页面存档备份，存于）技術合作夥伴，參與EMV規範的制定，對相關的技術及操作流程提供建議，共同完善全球金融支付體系。同年，百富再度成為「福布斯亞洲中小企業200強」。
2014年，隨著NFC等技術在移動支付領域的廣泛應用，百富將助力提供基於NFC和EMV技術的靈活支付解決方案，同時確保交易安全。百富所有產品包括臺式POS、移動POS及多媒體POS等，凡是具備NFC功能的電子支付終端均可支持Apple Inc.發佈的移動支付系統Apple Pay。
2016年，百富發佈了首款基於安卓智能系統的支付終端A920，在國際市場上取得重大成功。
2018年，百富的全球支付終端出貨量超過1,000萬台，成為少數年度終端出貨量超過千萬台的國際電子支付終端解決方案供應商。
2021年，由於安卓智能支付終端銷售增長強勁，以及海外銷售業務高增長，百富全年收入創歷史新高達72億港元，淨利潤實現超過10億港元的里程碑。

## 連結
- PAXGlobal.com.hk （页面存档备份，存于）